# Alexander von Götz und Schwanenflies
Alexander von Götz und Schwanenflies, auch Alexander von Goetz (* 1806 in Bürgsdorf, Kreis Kreuzburg, Oberschlesien; † 4. Oktober 1871 in Düsseldorf), war ein preußischer Beamter, von 1867 bis 1871 Regierungspräsident von Köslin, ab Sommer 1871 für wenige Wochen Regierungspräsident von Düsseldorf.

## Leben
Alexander von Götz und Schwanenflies, Spross eines 1663 geadelten böhmischen Geschlechts, Sohn des preußischen Justizrats und Gutsbesitzers Alexander von Götz und Schwanenfließ, beschritt eine preußische Verwaltungskarriere. Nachdem er in den 1860er Jahren als Regierungsvizepräsident der Regierung Breslau gedient hatte, wurde er 1867 Regierungspräsident von Köslin. Am 31. Juli 1871 ernannte Wilhelm I. den 65-Jährigen zum Regierungspräsidenten von Düsseldorf. Aus diesem Amt, das von Götz am 5. September 1871 angetreten hatte, schied er bereits wenige Wochen später am 4. Oktober 1871 durch seinen Tod aus. Er wurde in Köslin beigesetzt.